# Caseolus innominatus
Caseolus innominatus е вид охлюв от семейство Hygromiidae. Видът не е застрашен от изчезване.

## Разпространение
Разпространен е в Португалия (Мадейра).

## Описание
Популацията на вида е стабилна.